# Una breve stagione
Pour plus de détails, voir Fiche technique et Distribution.
Una breve stagione est un film dramatique italien réalisé par Renato Castellani et sorti en 1969.
Il s'agit de la dernière œuvre du réalisateur tournée pour le cinéma, après quoi il s'est consacré uniquement à la réalisation de téléfilms.
Dans le film, Antonello Trombadori, homme politique de l'époque, apparaît dans le rôle du père de Luisa. Déjà dans Roméo et Juliette, le réalisateur Castellani avait confié un rôle à un acteur non professionnel, en l'occurrence l'écrivain Elio Vittorini, qui jouait le rôle du prince de Vérone.

## Synopsis
Johnny est un jeune Américain qui vit à Rome et travaille comme agent de change. Luisa est une Suédoise qui travaille comme traductrice simultanée à l'Organisation des Nations unies pour l'alimentation et l'agriculture (FAO). Les deux jeunes gens se rencontrent lors d'une émission de télévision et leur idylle commence.
Johnny, soucieux d'assurer son avenir et celui de Luisa, vend des titres qui lui ont été confiés afin de tenter une spéculation boursière en jouant, sur la base de certaines informations, sur certains titres. Malheureusement, la spéculation n'aboutit pas ; au contraire, les titres sur lesquels Johnny spécule s'effondrent et le jeune homme perd également l'argent nécessaire pour racheter les titres dont il s'était indûment emparé.
Condamné à cinq ans de prison pour détournement de fonds, Johnny ne se résigne pas à l'emprisonnement et à la perte de Luisa. Transféré dans une autre prison, il parvient à s'évader mais, sans le vouloir, tue un officier. Il est rejoint par Luisa et parvient avec elle à s'échapper de Rome. Les deux jeunes gens, se faisant passer pour mari et femme, passent quelques beaux jours d'un amour intense et brûlant, sans avenir.
Traqués par la police, ils n'acceptent pas l'emprisonnement et la séparation définitive. Luisa abat Johnny avec l'arme qu'il a volée lors de l'évasion, puis retourne l'arme contre elle. Ils mettent fin à leurs jours par une belle journée ensoleillée.

## Fiche technique
- Titre italien : Una breve stagione[1],[2],[3],[4]
- Réalisateur : Renato Castellani
- Scénario : Renato Castellani, Adriano Baracco (it), Dino Maiuri (it)
- Photographie : Toni Secchi (it)
- Montage : Otello Colangeli
- Musique : Ennio Morricone
- Décors : Luciano Puccini (it)
- Costumes : Maria Baronj (it)
- Production : Dino De Laurentiis
- Société de production : Dino De Laurentiis Cinematografica
- Pays de production :  Italie
- Langue originale : italien
- Format : Couleur - Son mono - 35 mm
- Durée : 95 minutes
- Genre : Drame
- Dates de sortie :
  - Italie : 26 novembre 1969

## Distribution
- Christopher Jones : Johnny Philips
- Pia Degermark : Luisa
- Valeria Sabel : femme de chambre de l'hôtel
- Nadir Moretti : agent de la circulation
- Bianca Doria : la mère de Luisa
- Angelo Boscariol : Furlan
- Gina Giuri : hôtesse
- Antonello Trombadori : le père de Luisa
- Piero Morgia : policier
- Marcello Di Martire : brigadier
- Orso Maria Guerrini
- Fulvio Grimaldi

## Production
C'est lors de ce tournage à Rome, en mars 1969, que Christopher Jones s'est lancé dans une liaison amoureuse avec Sharon Tate alors qu’elle était enceinte de seulement six semaines de l’enfant de Roman Polanski. Il le révèlera dans les années 2000 alors qu'il  n'avait jusqu'alors pas osé parler pleinement de cette relation. « Je savais qu’elle était mariée à Roman et je n’avais pas l’intention de les séparer. Je ne me sens pas coupable », explique-t-il alors.